# Ebenthal (Basse-Autriche)
Pour les articles homonymes, voir Ebenthal.
Ebenthal est une commune autrichienne du district de Gänserndorf en Basse-Autriche.

## Personnalité
- Clémentine d'Orléans (1817-1907) , mère du tsar Ferdinand Ier de Bulgarie, y avait sa résidence favorite.